# Черноглазов, Игорь Алексеевич
Игорь Алексеевич Черноглазов (род. 29 мая 1961 в г. Ташкент) — советский и российский художник, скульптор. Ведущий скульптор Владимирской области. Заслуженный художник Российской Федерации.

## Биография
Игорь Алексеевич Черноглазов родился 29 мая 1961 года в Ташкенте Узбекской ССР.
С 1976 по 1980 получает базовое художественное образование в "Республиканском художественном училище имени П.П.Бенькова" и уже с 1982 года принимает активное участие в художественных выставках. Затем Черноглазов с 1980 по 1986 год занимался в "Ташкентском театрально-художественном институте имени Н.А.Островского". В конце 1980-х работал в Домах творчества им. Д. Кордовского в Переславле Залесском, в Дзинтари. С 1990 года состоит в Союзе художников России. С 1992 года живёт во Владимире.
Был инициатором скульптурных симпозиумов, которые прошли на владимирской земле в 1994, 1995, 1996 годах. В них принимали участие художники из Москвы, Петербурга, Эрлангена (Германия), Хельсинки (Финляндия), Ташкента (Узбекистан), Нижнего Новгорода, древнего Мурома и Владимира.
Результатом симпозиумов стало появление во Владимире парковой скульптуры на Октябрьском проспекте, в Парке им. 850-летия.
В 2008 году Игорю Черноглазову было присвоено почётное звание Заслуженного художника Российской Федерации.
С 2022 года член секции скульптуры Московского союза художников и Объединения московских скульпторов.

## Звания и награды
Член Союза художников России (1990);
Заслуженный художник РФ (2008);
Лауреат обл. премии в области культуры искусства и литературы (2001);
Лауреат премии ФСБ России (2008)
Золотая медаль «ДУХОВНОСТЬ. ТРАДИЦИИ. МАСТЕРСТВО» ВТОО «Союз художников России»  (2012);
Знак Почета "Признание и почет сочинцев" (2017);
Памятный знак «850 лет городу Гороховец» (2018);
Золотая медаль имени В. И. Сурикова ВТОО СХР (2021);
Лауреат премии в области изобразительного искусства имени народного художника Российской Федерации В.Я. Юкина (2022).